# Liste des sites Ramsar au Soudan du Sud
Cet article recense les zones humides du Soudan du Sud concernées par la convention de Ramsar.

## Statistiques
La convention de Ramsar est entrée en vigueur au Soudan du Sud le 10 octobre 2013.
En janvier 2020, le pays compte 1 site Ramsar, couvrant une superficie de 57 000 km2.

## Liste
| Site | Notes | Date        | Superficie (km²) | Altitude (m) | Identifiant Ramsar | Identifiant WDPA | Coordonnées                      | Photo |
| ---- | ----- | ----------- | ---------------- | ------------ | ------------------ | ---------------- | -------------------------------- | ----- |
| Sudd |       | 5 juin 2006 | 57 000,00        | 380 - 450    | 1622               | 902886           | 7° 34′ 01″ nord, 30° 39′ 00″ est |       |